# Schürreskarre

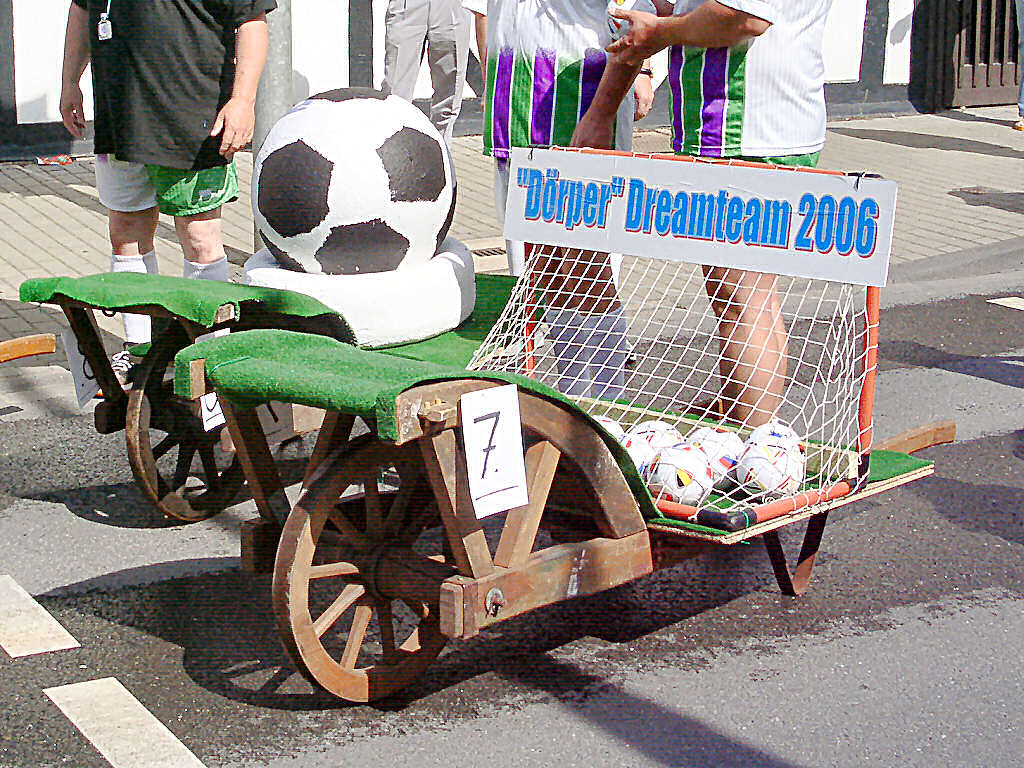
Schürreskarren mit Aufbau

Eine Schürreskarre ist eine einrädrige Holzkarre, die früher bis ins 20. Jahrhundert z. B. von Kärrnern und Bauern dazu benutzt wurde, schwere, sperrige Lasten wie Fässer, Steine, Holzbohlen, Kisten, schwere Eisblöcke usw. zu transportieren. Diese hölzernen Schubkarren gab es in verschiedene Bauarten, z. B. mit leicht stumpfwinkliger Bretterauflage für Steine (Schärjer in Neuwied) oder mit flacher, dann viertelkreisförmiger Abdeckung über dem Rad für diverse Güter.
Heutzutage findet man dieses Jahrhunderte alte Transportmittel noch bei den Schürreskarrenrennen. Vor allem im Bergischen Land ist dieses Brauchtum zur Kirmeszeit und bei Volksfesten häufig anzutreffen. Ein Schürreskarrenrennen ist zum einen ein sportlicher Wettbewerb mit Hindernissen. Auf einer abgesteckten Strecke gilt es, einen Parcours zu durchfahren. Die Karren müssen von den Teilnehmern zum Beispiel über Wippen balanciert werden. Zwei Personen sind dabei im Spiel: Der Schürcher (Schieber) schiebt das Gefährt, auf dem vorne der Geschürchte (Geschobene) sitzt. Manchmal gilt es auch Aufgaben zu lösen, bei denen Geschicklichkeit gefragt ist, wie zum Beispiel das Schnappen nach hoch hängenden Würsten oder das Aufessen von Waldbeerpfannekuchen, ohne ein Besteck oder die Hände zu gebrauchen.
Zum anderen geht es bei einem Schürreskarrenrennen auch um originelle Kreativität. Die Karren werden in der Regel mit phantasievollen Aufbauten versehen. Zur Freude des Publikums am Straßenrand werden lokale und überregionale Themen mit Darstellungen und Sprüchen karikiert. Und so wandelt sich das sportliche Ereignis mancherorts zur originellen Volksbelustigung, wobei nicht die schnellsten, sondern die am originellsten verkleideten Karren prämiert werden.

## Orte mit Schürreskarrenrennen

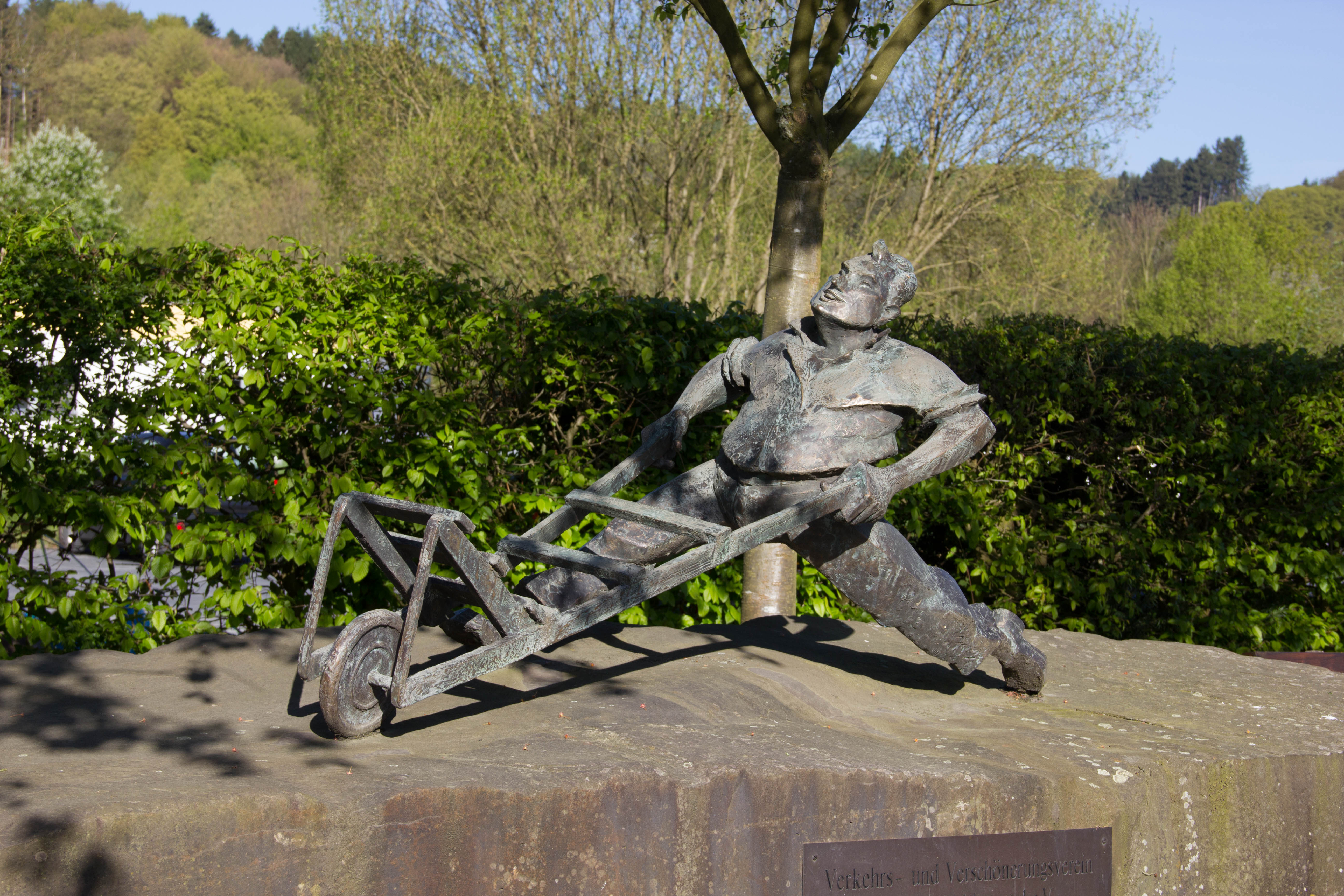
Schürger in Lohmar – Wahlscheid

Das Brauchtum des Schürreskarrenrennens wird in vielen Ortschaften des Bergischen Landes gepflegt, aber auch in der näheren und weiteren Umgebung, so zum Beispiel in Bensberg, Berghausen (Langenfeld), Düsseldorf-Urdenbach, Ensen-Westhoven, Herkenrath, Köln-Flittard, Köln-Rath, Kürten, Marialinden, Rösrath, Sinzig-Löhndorf, Wahlscheid, Windhagen-Stockhausen, Zündorf, Ramersdorf (Bonn).
Eine andere Schreibweise in der Literatur für den Schürcher ist Schürger, da das Bergische Platt ja eine gesprochene Sprache ist.